# Only You (Yazoo)
Only you és el títol del primer senzill publicat pel grup de pop electrònic Yazoo. Fou composta per Vince Clarke, que tot just acabava de deixar el seu primer grup (Depeche Mode) per formar Yazoo amb una antiga amiga seva, Alison Moyet.
Clarke havia compost aquesta cançó amb la intenció de cedir-la als seus antics companys de grup, però com que no l'acceptaren decidí d'enregistrar-la amb Yazoo. "Only you" va assolir ben aviat l'èxit, car en poc temps arribà al número 2 de les llistes del Regne Unit i, alhora, entrà al Billboard Hot 100 americà.
Nombrosos artistes han versionat aquesta cançó, que encara avui és una de les peces més conegudes de Yazoo: els Flying Pickets van fer-ne una versió a cappella; Enrique Iglesias n'enregistrà una versió en castellà amb el títol "Sólo en tí", i Richard Clayderman la va reinterpretar al piano.
El 1999 Mute Records en publicà una nova versió, per promocionar la recopilació Only Yazoo - The Best Of, amb nous arranjaments.

## Temes

### MUTE 20
1. Only you - 3:13
2. Situation - 3:44

## Dades
- Enregistrada als estudis Blackwing (Londres).
- Producció: Eric C. Radcliffe i Yazoo.